# Ośniszczewko
Ośniszczewko – wieś w Polsce położona w województwie kujawsko-pomorskim, w powiecie inowrocławskim, w gminie Dąbrowa Biskupia. Od 2000 roku, wieś Ośniszczewko jest samodzielnym sołectwem.

## Podział administracyjny
W latach 1975–1998 miejscowość administracyjnie należała do województwa bydgoskiego.

## Demografia
Według Narodowego Spisu Powszechnego (III 2011 r.) wieś liczyła 169 mieszkańców. Jest piętnastą co do wielkości miejscowością gminy Dąbrowa Biskupia.

## Znane osoby
W Ośniszczewku w 1901 roku urodził się Bolesław Filipiak (zm. 1978), polski duchowny rzymskokatolicki, kardynał diakon.